# 傅正
傅正（1927年12月11日—1991年5月10日），號中梅，出生於江蘇省高淳縣，中國政治學學者、政治人物，民主進步黨創黨元老之一（民進黨「18人建黨工作小組」成員）。
1940年加入中國國民黨，1946年就讀上海大同大學經濟系，之後轉入武漢大學政治系。1950年抵臺，曾在東吳大學等校擔任教職，亦曾在《自由中國》、《美麗島雜誌》等黨外雜誌擔任編輯，為文批評蔣介石第三度連任總統。

## 早年
- 1927年（民國16年）12月11日，出生於江蘇省高淳縣，別號中梅，父親為傅廷鴻，母親王蓮英。
- 1940年（民國29年）4月14日，加入中國國民黨，黨證為「天字第00339號」。
- 1945年（民國34年），加入中國青年軍（抗戰時期一支以知識青年為主的國軍部隊），擔任青年軍208師上尉幹事。
- 1946年10月，入上海私立大同大學經濟學系。
- 1947年7月－8月，遴選加入青年軍延安參觀團採訪組長，且至蔣經國親自主持之嘉興夏令營受訓。
- 1948年10月，轉入國立武漢大學法學院政治學系，學號36251。
- 1949年5月，國軍棄守武漢，傅正輟學逃難。同年9月進入華中軍政長官公署擔任文教處軍薦二階處員，11月入華中軍政長官公署勘亂建國幹部學校研究部軍政配合組研習。
- 1950年7月，調為陸軍第七十五軍政治部第一科科員。
- 1951年1月，進陸軍第七十五軍政治部軍報社同上尉隨軍記者，2月調國防部政幹第一分班第七期。12月調中國國民黨特種兼任第十八黨部第三科(宣傳科)長。
- 1952年7月，調政工幹校學生總隊第四大隊第十六中隊同上尉幹事。
- 1953年12月，因不服上級規定，久假不歸，遭撤職。
- 1954年，擔任《自由中國文摘》半月刊編輯。
- 1955年，插班國立台灣大學政治學系。
- 1957年4月《自立晚報》主筆，6月台灣大學政治系結業，8月入關西初中教員至1959年4月離職。
- 1958年任自由中國雜誌社編輯。

## 黨外時期
- 1960年「中國民主黨」組黨運動時，傅正亦參與其中，之後與雷震同被國民黨政府逮捕入獄，判處交付感化三年。後因拒絕感化，又延長三年刑期，直到1966年才獲釋出獄。
- 1968年，到世界新聞專科學校任教。
- 1971年，獲聘任教東吳大學政治系。
- 1979年，《美麗島雜誌》創辦，傅正擔任編輯。

## 民進黨建黨後
- 1986年，與費希平等黨外運動人士參與民主進步黨的創立。
- 1989年，受尤清邀請，代表民進黨在臺北縣新店市參選立法委員。由於民進黨支持者對其不熟悉，加上新店地區傳統親國民黨，而傅正參選又沒獲得外省票支持，最終落選。
- 1991年，因胃癌病逝，享年63歲。
- 2011年5月6日，蔡英文、彭明敏、游錫堃、姚嘉文、張俊雄出席傅正逝世20週年紀念會，黨內大都受邀出席，蘇貞昌、許信良、呂秀蓮、謝長廷則未露面。 [1][2]

## 發表文章
- 1992年，〈《自由中國》的時代意義〉，收錄於《台灣自由民主的曲折歷程：紀念雷震案三十週年學術研討會論文集》，頁349-269。台北：自立晚報。
- 1989年《雷震全集》：傅正主編，桂冠圖書公司。

## 外部連結
- YouTube上的傅正逝世20週年紀念影片

1. ↑  .   [2015-11-15]. （原始内容存档于2015-11-17）.
2. ↑  .   [2015-11-15]. （原始内容存档于2020-09-28）.